# Ісе моноґатарі
Ісе́ моноґата́рі (яп. 伊勢物語, いせものがたり, «Повість про Ісе») — класичний твір японської літератури, моноґатарі у формі віршованої повісті періоду Хей'ан (794—1192), що розповідає про любовні пригоди японського аристократа.

## Короткі відомості
Повість про любовні пригоди вельможі, що складається з низки самостійних, іноді дуже коротких новел-епізодів.
«Ісе моноґатарі» — гібридний жанр: кожна новела має ще віршовану кінцівку — танка, де подано резюме цілої новели або сентенцію. Автор акцентує саме ці танка, відтак новели перетворюються ніби на вступні зауваги. Очевидно, форма віршованих кінцівок після новели запозичена з буддійської літератури.
Будова повісті як збірки новел, присвячених одному героєві, використали згодом багато японських авторів, серед них Мурасакі Сікібу у «Ґендзі моногатарі» та Сайкаку в повісті про любовні пригоди осакського купця «Ітідайотоко».
Основою для повісті «Ісе моноґатарі» стали пригоди Арівари Наріхіри — принца за походженням, правнука імператора Камму, поета й художника. Йому приписують авторство повісті.